# Place Adrien-Godien
La place Adrien-Godien est une place du quartier des pentes de la Croix-Rousse dans le 4e de Lyon, en France. La voie est nommée en l'honneur du peintre français Adrien Godien (1873-1949).

## Situation
La place est située à l'intersection de plusieurs voies, la montée de la Boucle, le cours d'Herbouville, la rue Joséphin-Soulary, au débouché occidental du pont Winston-Churchill.

## Odonymie
La place est nommée en l'honneur du peintre français Adrien Godien, né en 1873 à Lyon et mort dans la même ville en 1949. Il a été élève à l'École nationale supérieure des beaux-arts de Lyon.

## Historique
La voie est nommée « place de la Boucle » le 26 octobre 1816 et attestée sous ce nom dès cette année-là. La grande route vers la Bresse passait sur cette place, devant une hôtellerie, qualifiée de « renommée » et « fameuse » sous le Premier Empire et qui portait le nom d'« auberge de la Boucle ». L'attribution actuelle émane d'une délibération du conseil municipal de Lyon du 14 mars 1955.

## Galerie

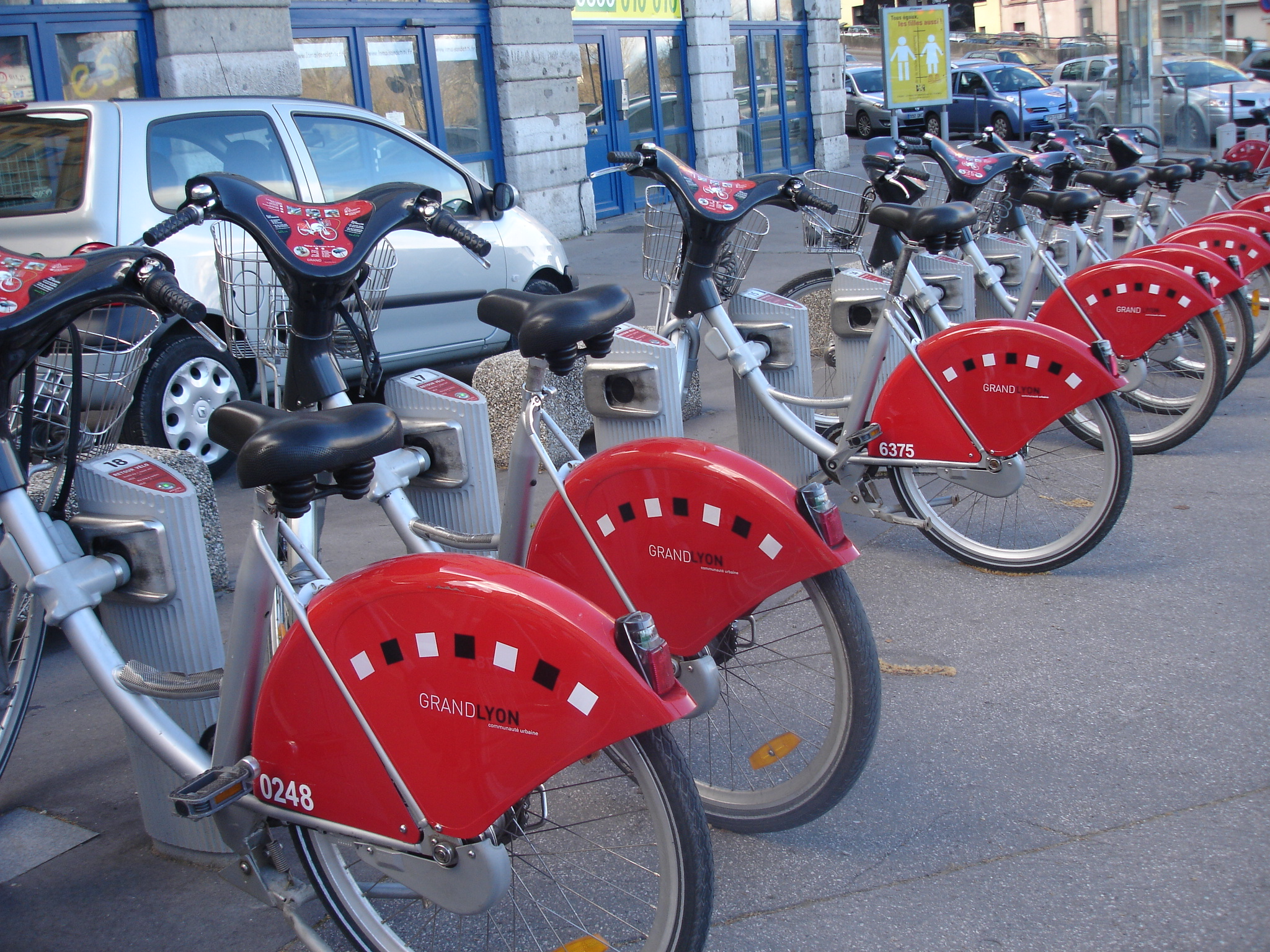
La station Vélo'v sur la place en février 2010.
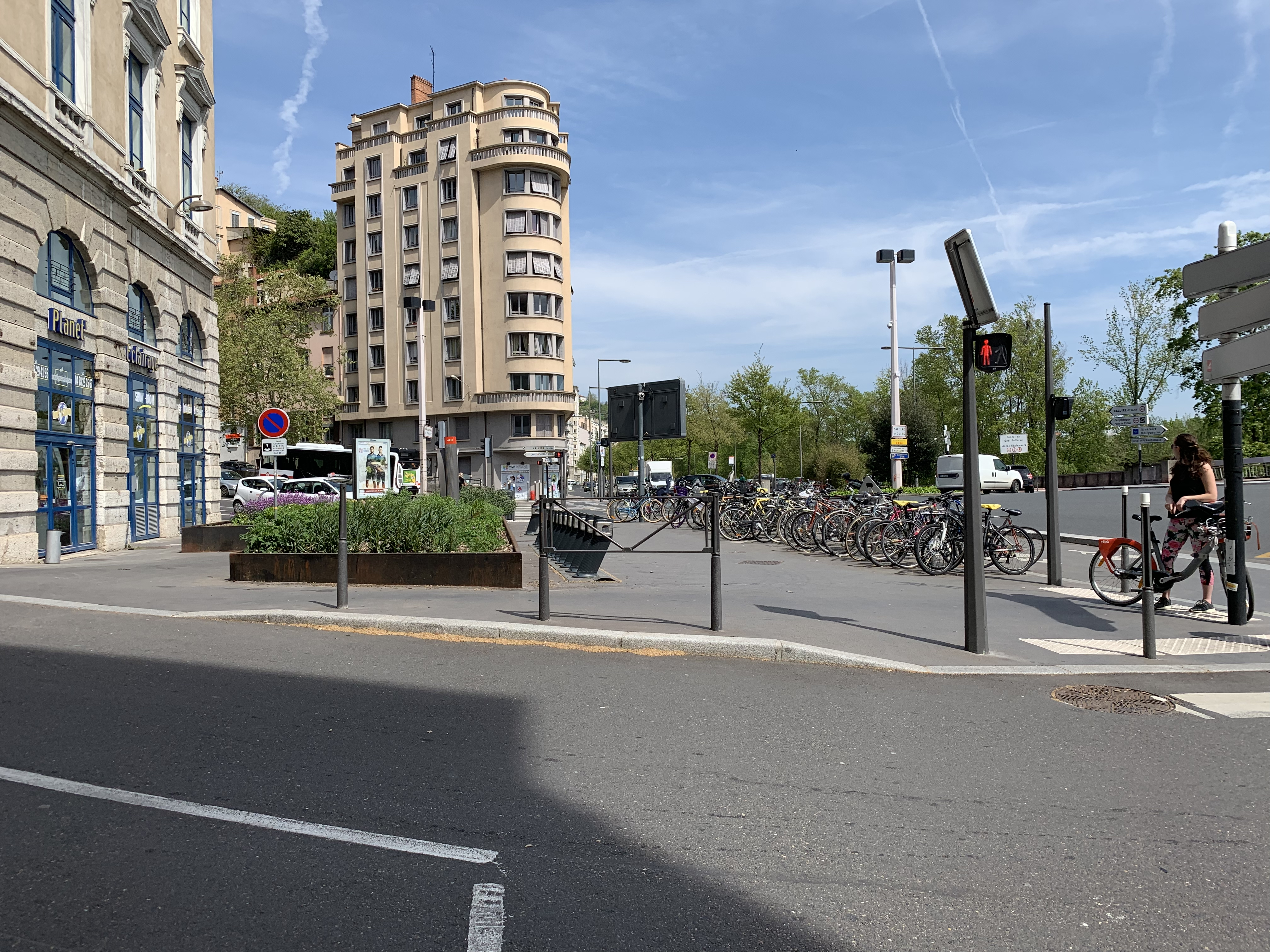
Vue de la place vers le nord, en 2019.
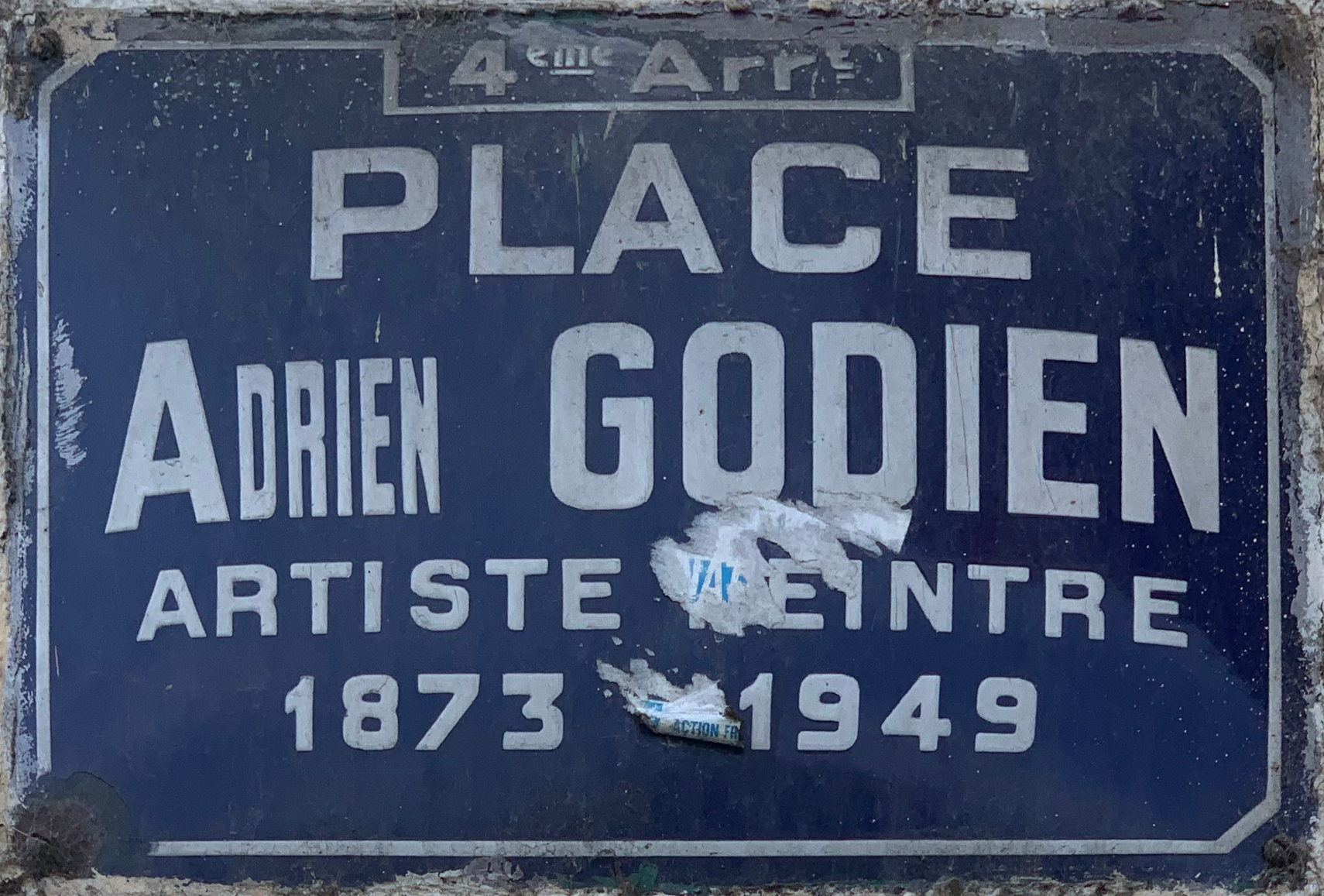
Plaque de rue, en 2019.